# Maruyama Ōkyo
En aquest nom japonès, el cognom és Maruyama.
Maruyama Ōkyo (円山 応挙, caràcter tradicionals: 圓山 應舉, 12 de juny de 1733–31 d'agost de 1795), nascut Maruyama Masataka, va ser un artista japonès actiu a finals del segle xviii. Instal·lat a Kyoto, on va estudiar tècniques artístiques de fonts xineses, japoneses i occidentals. El seu estil personal va barrejar un naturalisme occidental amb els arts decoratives orientals, fundant la seva pròpia escola. Malgrat que diversos artistes contemporanis van criticar la seva obra com servil i massa orientada a la representació natural, va tenir molt d'èxit entre el públic profà.

## Inicis
Nascut en una família de pagesos d'Ano-o, actualment Kameoka (Kyoto). Durant la seva adolescència es va traslladar a Kyoto i es va unir a la classe social ciutadana (chōnin). Va aprendre per a una botiga de joguines, on pintava es cares a les nines. La botiga va començar a vendre estereoscopis europeus, una novetat que es mirava per dins representaven la il·lusió d'una imatge tridimensional. Va ser la primera mirada d'Ōkyo sobre la perspectiva de l'estil occidental, i el 1767 ell mateix va provar una de fer una d'aquestes imatges. Va crear Vista del port, una petita imatge petita en perspectiva d'un sol punt. Aviat va dominar les tècniques per dibuixar imatges estereoscòpiques (megane-e, «il·lustracions ulleres»).
Ōkyo va decidir fer carrera com a artista. Primer va estudiar amb Ishida Yūtei, membre de l'escola Kanō, que va tenir una influència més gran que les imatges estereoscòpiques. Durant aquests anys de formació també va estudiar pintura xinesa. Va admirar especialment les obres de Qian Xuan, un pintor del segle xiii conegut pels seus detallats dibuixos florals, i de Qiu Ying, un pintor de figures del segle xvi. De fet, el «kyo» en el nom d'Ōkyo el va adoptar en homenatge a Qian Xuan. Fins i tot va adoptar breument la pràctica xinesa de signar el seu nom amb un únic caràcter, de manera que durant un temps va ser conegut sols com a Ōkyo En. Va estudiar les obres de Shen Quan, un artista xinès que va viure a Nagasaki del 1731 al 1733 i va pintar imatges de flors. Tanmateix, a Ōkyo no li va agradar el tractament proporcional de l'artista, preferint les obres de Watanabe Shikō. També va estudiar pintures de les dinasties Ming i Qing. Probablement, el més significatiu és que va estudiar amb entusiasme les pintures o estampes occidentals que trobava.

## Èxit

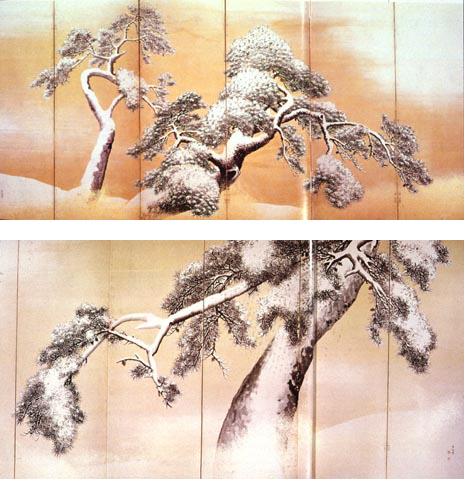
Pins, ca. 1780; conjunt de sis pantalles.

El primer encàrrec important d'Ōkyo va ser el 1768 per part de Yūjō, l'abat d'un temple d'Ōtsu anomenat Enman'in. Els següents tres anys, Ōkyo va pintar Les set desgràcies i les set fortunes, una representació dels resultats del karma dolent i bo. Els tres pergamins fan en total uns 45 metres de longitud. Va intentar trobar models per a les persones que s'hi representaven, fins i tot per imatges impactants, com ara que un home fos partit en dos braus espantats. La seva introducció a l'obra afirma que creia que la gent necessitava veure la realitat, no imatges imaginàries del Nirvana o de l'Infern, per creure realment en els principis budistes.
Pintors contemporanis van criticar el seu estil. Van trobar que estava massa preocupat per les aparences físiques, adduint que estava massa involucrat en el món real i que produïa obres indignes. No obstant això, el seu estil va resultar popular entre el públic i va rebre encàrrecs per fer paisatges, pantalles decoratives i nus a l'estil occidental. Va fer il·lustracions de figures i els va utilitzar per a material a les seves pintures. Ōkyo va ser probablement el primer artista japonès aquesta mena d'il·lustracions a partir de models nus. El tema es considerava pornogràfic al Japó. Durant la seva carrera va pintar per a comerciants rics, el shogunat, i fins i tot per a l'emperador.
La percepció del públic de la seva habilitat és evident en una llegenda relatada per Van Briessen. La història explica que un dàimio va encarregar a Ōkyo que pintés una «imatge fantasma» d'un membre desaparegut de la família. Un cop acabada la feina, la imatge es va desprendre del quadre i va sortir volant.

## Escola Maruyama
El seu èxit va causar la fundació de la seva escola a Kyoto, on podia ensenyar el seu nou estil. Va ser un professor d'art amb molt de talent, i aviat va acceptar molts deixebles. Els va ensenyar a confiar en la natura per representar imatges en una imatge realista de llum, ombra i formes. L'escola es va popularitzar i aviat van aparèixer sucursals en altres llocs, inclosa Osaka. Gran part del treball de l'escola es conserva avui a Daijō-ji, un temple de Kasumi (prefectura de Hyōgo). Entre els seus estudiants cal destacar el fill d'Ōkyo, Maruyama Ōzui, Nagasawa Rosetsu i Matsumura Goshun.
Goshun es va unir a l'escola d'Ōkyo el 1787. Aquell any, l'escola Maruyama va rebre l'encàrrec de pintar pantalles per a Daijō-ji. Més tard aquell mateix any, Kyoto va patir un incendi devastador, raó per la qual Ōkyo i Goshun es van traslladar a un temple anomenat Kiunin. Ambdós es van fer amics ràpidament i Ōkyo es va negar a considerar la seva relació com la d'un professor i estudiant.

## Estil

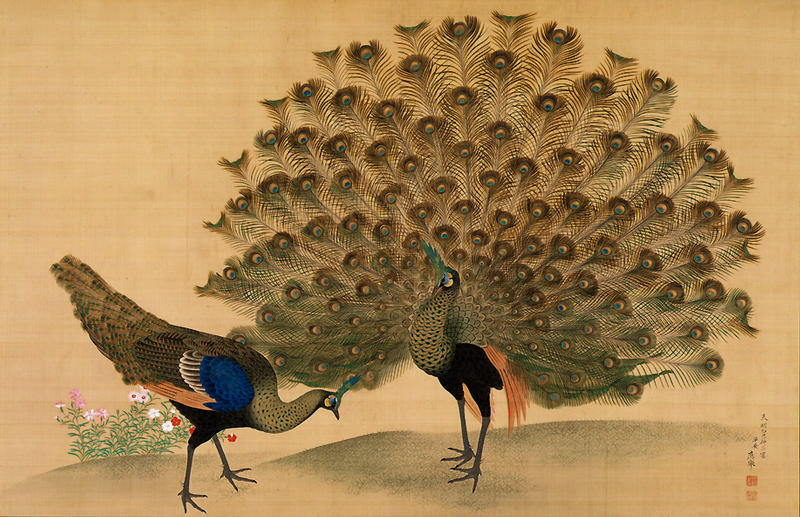
Paó i paona; rotllo penjat; pintura sobre seda

L'estil de pintura de Ōkyo va combinar una versió calmada del naturalisme occidental amb la pintura decorativa oriental de l'escola Kanō. Les seves obres mostren una comprensió occidental del ressalt i l'ombra. El seu realisme es diferencià de les escoles japoneses anteriors per la seva devoció a la natura com a font final sense tenir en compte el sentiment. Els esbossos detallats de plantes i animals d'Ōkyo mostren una gran influència dels dibuixos de la naturalesa europeus. Un àlbum de fulles de la Col·lecció Nishimura de Kyoto (ara en rotllo de mà) representa diversos animals i plantes, cadascun d'ells etiquetat com si fos una guia europea.
Tot i això, les obres d'Ōkyo continuen sent japoneses. A diferència de la pintura europea, les imatges d'Ōkyo tenen molt pocs tons mitjans. A més, segueix la tradició oriental en representar objectes amb molt poc ambient; sovint les seves imatges presenten un sol tema sobre un fons pla. El resultat és un naturalisme més immediat amb un toc decoratiu i reflexiu. Això ho va aconseguir per la seva habilitat amb els pinzells; Ōkyo va pintar amb un pinzell ampli i pla, que mullava amb més pintura per un costat. Això va crear grans traços que varien en la cobertura de la pintura. La natura no va ser el seu únic tema, moltes obres d'Ōkyo representen escenes habituals de la vida a la zona comercial de Kyoto.

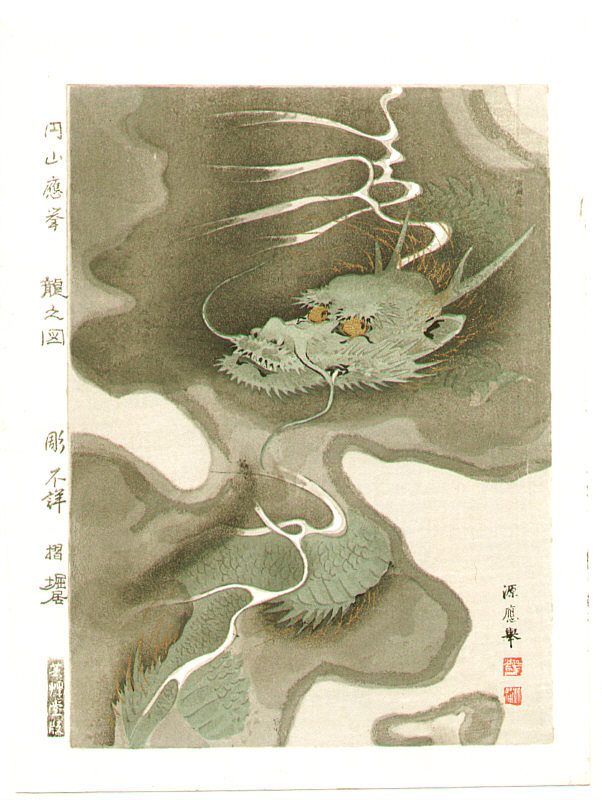
Drac

La seva Oca descendint a l'aigua, pintada a Enman'in (Ōtsu) el 1767, és un primer exemple de l'estil de maduresa del pintor. El tema es tracta com una part de la natura: no s’implica res filosòfic com s’havia fet amb aquestes imatges en la tradició asiàtica oriental. De la mateixa manera, Alcedina and truita, pintat el 1769, presenta un ocell a la part superior de la imatge, esperant caçar un peix. La truita neda sota una gran roca situada al centre. Els ocells, els peixos i la pedra apareixen de la mateixa manera que a la natura, creant una peça de fet, comprensible i d'aspecte natural. Més tard, en la seva obra, Pins a la neu, pintada el 1773 per a la rica família Mitsui, és realista tot i estar tenir influència japonesa en la tinta sobre fons daurat. Les dues pantalles de sis panells mostren escorces d'arbres i agulles de pi separades per pinzellades diferents, i la neu blanca sembla que pesa les branques. L'escorça es pinta amb la tècnica del tsuketate, que no utilitza contorns, només ombres fosques i clares per crear la il·lusió del volum.
Els ràpids de Hozu, pintat el 1795, és una de les seves darreres obres. En dues pantalles de vuit vegades representa un arbre i un cúmul de roques amb alguns dracs. L'obra mostra així la capacitat per representar els elements naturals d'una manera convincentment realista. No obstant això, els dracs, segons crítics d'art com Paine, demostren una debilitat: són tractats acadèmicament, perdent així la seva gran i llegendària essència.